# Бедная
Бедная — река в России, протекает по территории Туруханского района Красноярского края. Впадает в озеро Печчалькы, соединённое одноимённой рекой с озером Няккыльто, через которое протекает река Няккыльто. Длина реки составляет 12 км.

## Данные водного реестра
По данным государственного водного реестра России относится к Нижнеобскому бассейновому округу, водохозяйственный участок реки — Таз. Речной бассейн реки — Таз.
Код объекта в государственном водном реестре — 15050000112115300063815.